# Mory SinKoun Kaba
Pour les articles homonymes, voir Kaba.
Mory Sinkoun Kaba (Macenta, 23 avril 1933 - N'Djaména, 10 juin 2015) dit « Kaba Mory » ou « MS » est un homme d'affaires et philanthrope guinéen.

## Biographie

### Carrière politique
Proche d'Ahmed Sékou Touré, il effectue de nombreuses missions d'État pour le compte de la présidence de la République de Guinée. Il est abondamment cité par l'ambassadeur André Lewin, dans sa biographie d'Ahmed Sékou Touré.
Après le coup d’État militaire de 1984, il se rend en France et rejoint sa famille dans le 16e arrondissement. En France, il gardera des relations cordiales avec François Mitterrand et Jacques Chirac. En exil, il apportera un important soutien à l'opposant politique Alpha Condé au début des années 1990. À l'annonce du décès de Mory Sinkoun Kaba, au Tchad, le président de la République, Alpha Condé, se rendra à son domicile à Conakry, avec des membres du gouvernement, présenter ses condoléances à son épouse, Mme Kaba Rokhaya Diakité.

### Carrière sportive
Mory Sinkoun Kaba restera l'emblématique président du Hafia Football Club, dont il fit un club de légende en Guinée et en Afrique, en obtenant le titre de triple champion d'Afrique. Brillant homme d'affaires, il mettra sa fortune et son jet privé au service du club et des joueurs. Il fut vice-président de la Fédération guinéenne de football et membre du Comité olympique de Guinée.

### Famille
Mory Sinkoun Kaba était le fils aîné d'une figure nationale de l'indépendance guinéenne, Abdourahmane Sinkoun Kaba (1904-1972) dit « le sage Sinkoun Kaba. » Sous l'administration coloniale, il fut le premier administrateur guinéen. Il fut commandant d'arrondissement. À la suite de l'indépendance, il devient le premier secrétaire général de la présidence de la République de Guinée, puis ministre de l'Intérieur.
Enfants de Kaba Mory : Fatoumata Kaba, Mamady Sinkoun Kaba, Ibrahim Sinkoun Kaba.